# Lindbergianus solitarius
Lindbergianus solitarius är en skalbaggsart som beskrevs av Rudolph Petrovitz 1961. Lindbergianus solitarius ingår i släktet Lindbergianus och familjen Aphodiidae. Inga underarter finns listade i Catalogue of Life.